# Streaming-Box
| QS-Informatik | Dieser Artikel wurde wegen inhaltlicher Mängel auf der Qualitätssicherungsseite der Redaktion Informatik eingetragen. Dies geschieht, um die Qualität der Artikel aus dem Themengebiet Informatik auf ein akzeptables Niveau zu bringen. Hilf mit, die inhaltlichen Mängel dieses Artikels zu beseitigen, und beteilige dich an der Diskussion! (+) |

Eine Streaming-Box, gängiger ist inzwischen die Bezeichnung Set-Top-Box, ist ein Gerät der Unterhaltungselektronik.
Die Funktionalität ist inzwischen in Fernseher und AV-Receiver integriert oder elementarer Bestandteil von Musiksystemen wie zum Beispiel SONOS (seit 2004).
Vom ursprünglichen Streamen von Audio- oder Videodaten von einem lokalen Server auf den Fernseher hat sich die Nutzung immer mehr zu Bezahldiensten wie Netflix und Spotify verlagert.

## Geschichte
Das erste netzwerkfähige Radiogerät stellte Philips 2001 mit dem Internetradio FW-i1000 vor. Mit dem Internet verbunden, ließ sich ein individuelles Wunschprogramm aus über tausend Internetradiosendern weltweit zusammenstellen, für die Programminformationen war das Portal iM Networks vormals Sonicbox zuständig. Das Nachfolgemodell MC-i200 aus dem Jahr 2002 führte dieses vergleichsweise offene Konzept nicht weiter, sondern unterstützte nur noch die sieben vorkonfigurierten Online-Musikdienste MP3.com, AOL Music, Andante, MusicMatch, Radio Free Virgin, iM Networks und Launch.

## Multimedia-Streaming im Wohnzimmer
Ebenfalls seit etwa 2003 etablieren sich auch zunehmend streamingfähige Stereoanlagen für das Wohnzimmer, die sogenannten AV-Streaming-Boxen, teilweise in Kombination mit WLAN-Technik. Beispiele für solche Streaming-Boxen sind der Wireless DJ von Logitech, das ShowCenter von Pinnacle Systems, MediaMVP von Hauppauge Computer Works, sowie der Audio-Server MS 300 von Pontis; diese Systeme nehmen über ein PC-Netzwerk gestreamte Daten entgegen, decodieren sie und bieten die entsprechenden Schnittstellen zur Anbindung an die Heimelektronik. Die einfachen Geräte sind reine Clients und können selbst weder CDs abspielen noch Musik oder Videos aufnehmen.
Pinnacle Systems ShowCenter bringt Videodateien vom PC über ein 10-MBit-Ethernet (kabelgebunden) auf den Fernseher im Wohnzimmer und Audiodateien in den Formaten MP3, WAV und WMA via Streaming auf die Stereoanlage; ein WLAN-Adapter lässt sich über einen PC-Card-Slot nachrüsten; in jedem Fall muss auf dem PC eine Server-Software laufen, welche die Multimedia-Dateien verwaltet. Ein ähnliches Konzept verfolgt Hauppauges MediaMVP. Pontis Audio-Server MS 300 unterstützt ausschließlich das Streaming von Audiodaten und nutzt den heimischen Fernseher nur zur Darstellung von Navigationsmenüs zur Steuerung.
Sony bemüht sich mit Produkten wie seinem Hifi Network Media Receiver (z. B. STR-LV700R) um eine besonders enge Verzahnung von konventioneller Unterhaltungselektronik mit PC-Technik; von einem Home-Server (z. B. Vaio PCV-RZ504) aus werden per Funk oder kabelgebunden die dazugehörigen Endgeräte mit Musik, Fotos oder Videos versorgt. Vergleichbare Funktionalitäten lassen sich preiswerter auch im Eigenbau konstruieren – entsprechende PC-Kenntnisse und genügend Zeit vorausgesetzt; verschiedene PC-Fachzeitschriften haben entsprechende Bauanleitungen mit passender Software veröffentlicht (c’t, PC Professionell u. a.).
Vergleichbare vom PC entkoppelte Streaming-Clients bieten beispielsweise auch Apple (AirPort Express, eine WLAN-Basisstation nach dem Standard 802.11g mit analogem und digitalem Audio-Ausgang) oder Creative (SoundBlaster Wireless Music) an.
Intel versucht, die verstreuten Initiativen der verschiedenen Hersteller in der Digital-Home-Initiative zu bündeln; in Intel-Terminologie heißen die Endgeräte dann Digital Media Adapter (DMA).
Neben Streaming via WLAN existieren auch einige Lösungen, die Daten über Bluetooth übertragen; für derartige HiFi-Übertragungen wurde 2003 das Advanced Audio Profil (A2DP) spezifiziert. Erste marktreife Produkte wurden Mitte 2004 von den Unternehmen Air2U, Aiptek und Sonorix vorgestellt.